# Felukka

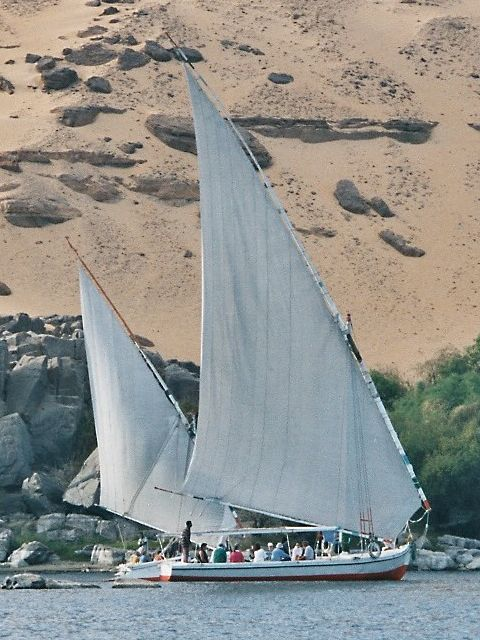
Modern felukka Asszuánnál (2002)

A felukka a gályák korszakából származó földközi-tengeri kis vitorlás hajó. 
Több változatot is ismerünk ezen a néven: egyes felukka-típusok egyetlen árbóccal és háromszög alakú vitorlával rendelkeztek, mások két árbóccal és latinvitorlával. Némelyiknek evezősora is volt, de a hajtóerőt nagyrészt az egy vagy két árbócra felvont vitorla szolgáltatta.
Vitorlázatával és gyorsaságával a chebekre emlékeztetett. Előárbóca az orr irányába meg volt döntve, a csúcsához egy nagy orrvitorla kapcsolódott, ez egészen a hosszú orrárbóc végéig ért. Gyorsaságban messze felülmúlták a gályákat, de csak feleakkorák voltak és harcba sem bocsátkozhattak velük. Sekélymerülésű (kb. 1 m) volt. Később a sorhajók korszakában, némely hajó felukkát hordott a fedélzetén futárhajónak. Gyorsaságát a mórok használták ki kalózkodásaik során.
A katalán felukka (felouque) két árbóca előre dőlt és háromszög alakú vitorlával rendelkezett. A hajótörzs mindkét oldalára gyakran egy-egy szemet festettek az egyiptomi és görög hajókhoz hasonlóan. A magasra felhúzott latinvitorla a Földközi-tenger déli részére jellemző gyengébb szélben is használhatóvá tette a hajót. A sebesség legkisebb növekedésére a vitorlarúd meghajlik, majd a széllökés elmúltával újból magas állást vesz fel. 
Neve valószínűleg a török „fulk” szóból ered (jelentése: hajó).